# Můřice jarní
Můřice jarní (Achlya flavicornis, dříve také můřice březová či vlnočárník žlutorohý) je noční motýl z čeledi srpokřídlecovitých, vyskytující se i na území České republiky.

## Rozšíření
Vyskytuje se v Evropě; žije v listnatých lesích s porosty břízy (ideálně zcela březových), zejména v pahorkatinách a při úpatí hor, vyšší hory ale neosidluje.

Červený seznam bezobratlých ČR (2017) ji hodnotí jako zranitelný druh.

## Popis

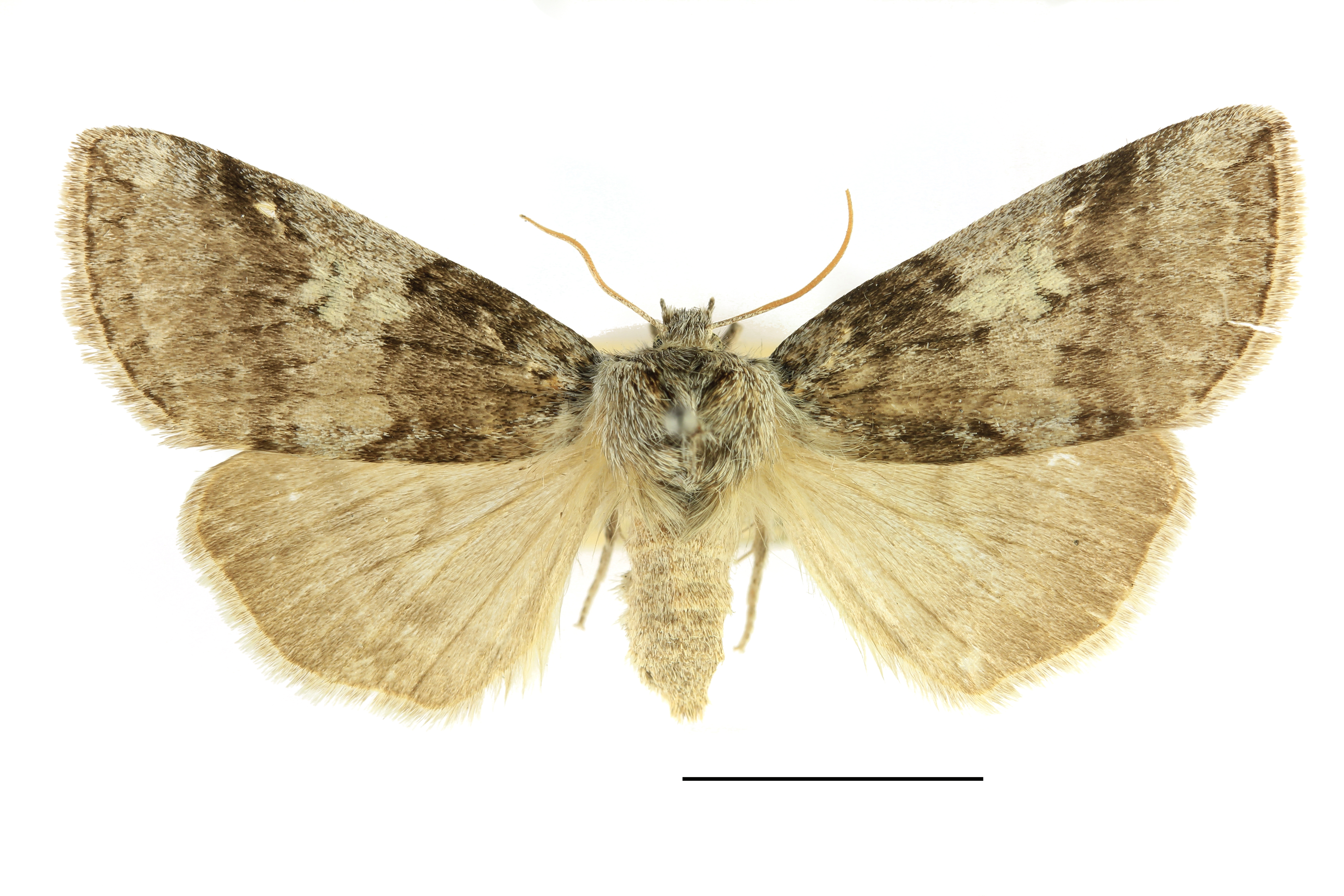
Sbírkový exemplář

Přední křídla jsou 18–20 mm dlouhá, nenápadně popelavě zbarvená. Při kořeni křídel probíhají 3-4 klikaté, černé příčky, u vnějšího okraje křídel je příčka dvojitá. Okraj křídla mezi prostředními dvěma příčkami je světlejší než okolí. Zbytek této oblasti může být ve zbarvení značně variabilní, zpravidla ale obsahuje zelenošedé skvrny. Vnější okraj předních křídel je lemován bělavými třásněmi s pravidelnými tmavými skvrnkami. Zadní křídla jsou žlutošedá a jejich třásně jsou bělavé, bez skvrnění. Samečci mají žlutavá tykadla s hrotitým koncem.
Housenka můřice jarní je lysá, zelenavě šedá. Po stranách těla probíhají nad sebou dvě řady černých skvrnek na každém článku, lemované menšími bílými tečkami. Středem hřbetu se táhne světlá čára. Hlava je černohnědá.
Kukla je rudohnědá, uložená v zemi.

## Bionomie
Můřice jarní je jedním z prvních jarních motýlů; vylétá už s táním sněhu (zpravidla začátkem března) a létá až do dubna. V březových porostech je hojná. Během dne odpočívají motýli na tenkých březových větvičkách, často ještě ztuhlí ranním chladem. Aktivní jsou k večeru, kdy také samičky kladou vajíčka na břízy, zejména v mladších porostech.
Housenky se v přírodě vyskytují od května do července. Živí se březovým listím.
Kukla přečkává zimu ukryta pod povrchem půdy.

## Galerie

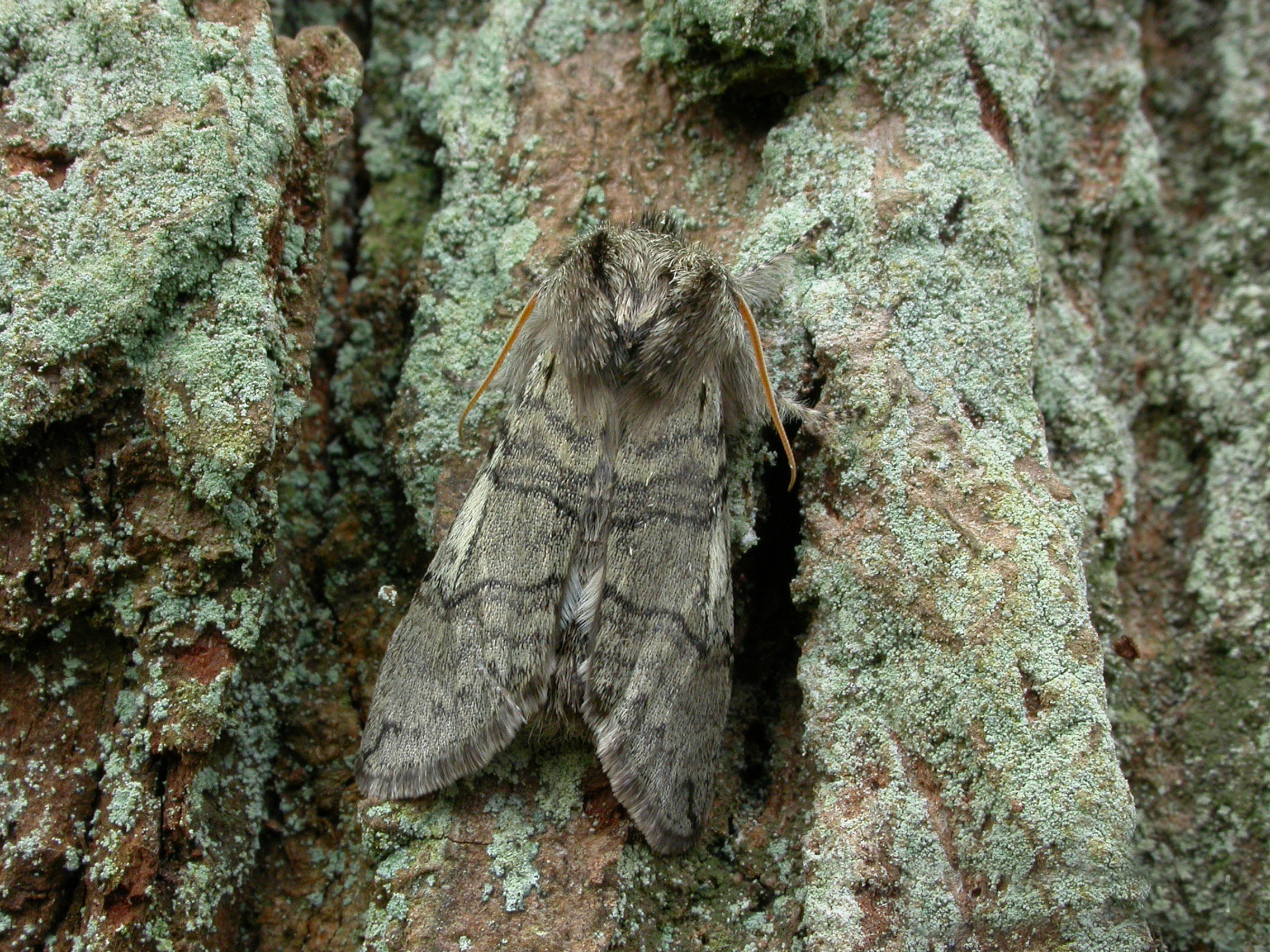
Motýl odpočívající na kmeni stromu
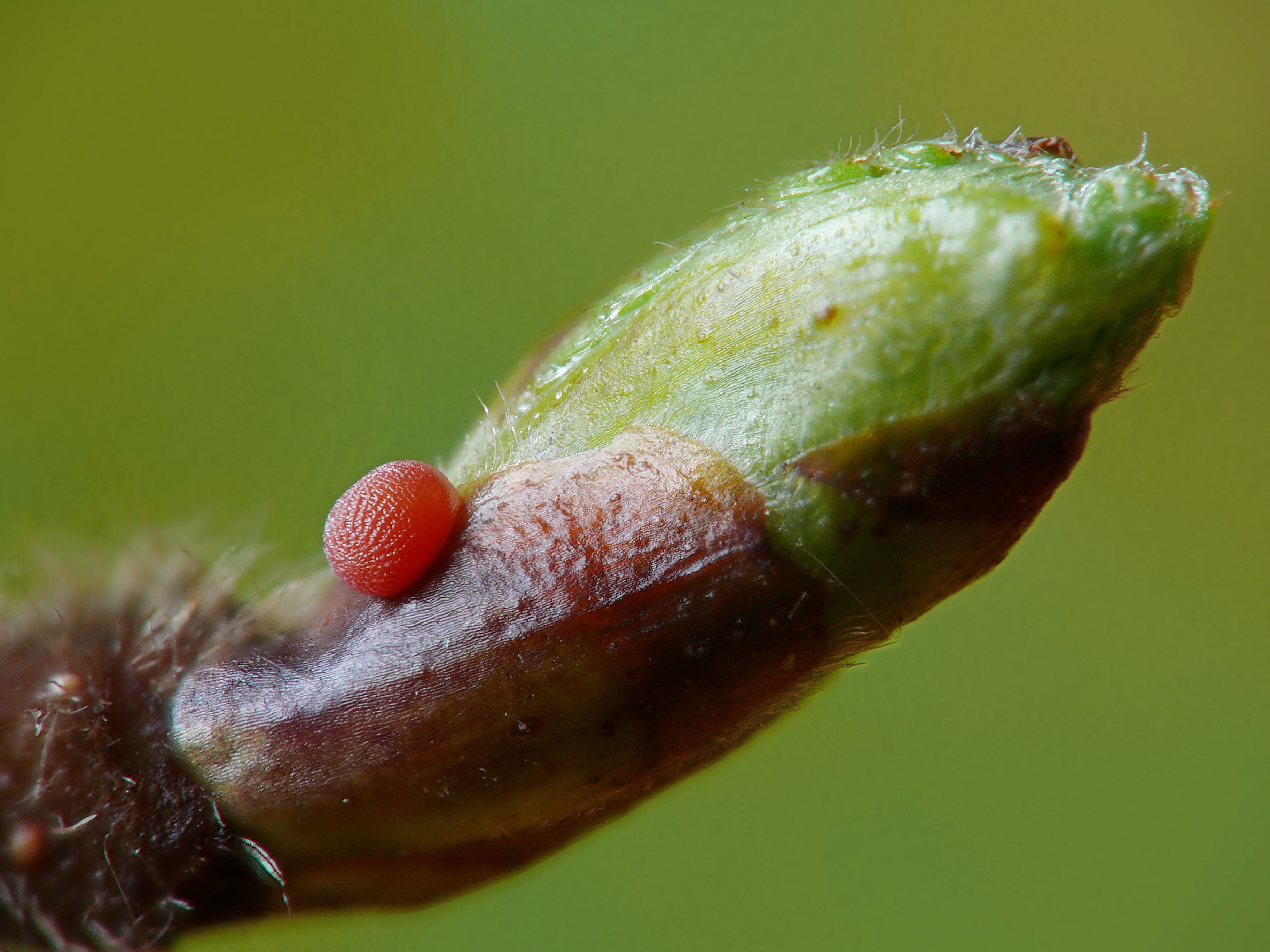
Vajíčko nakladené na pupen břízy
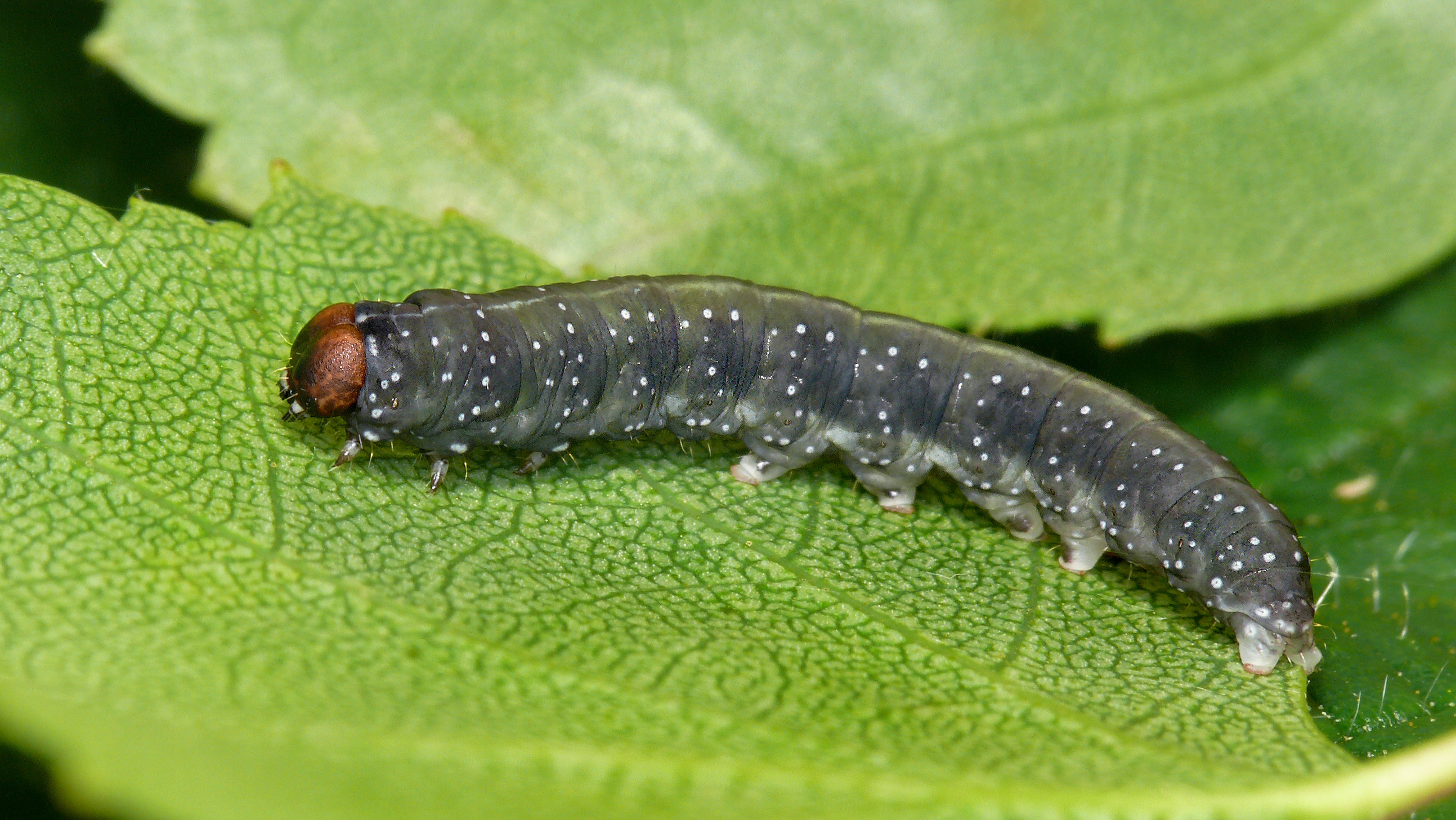
Housenka
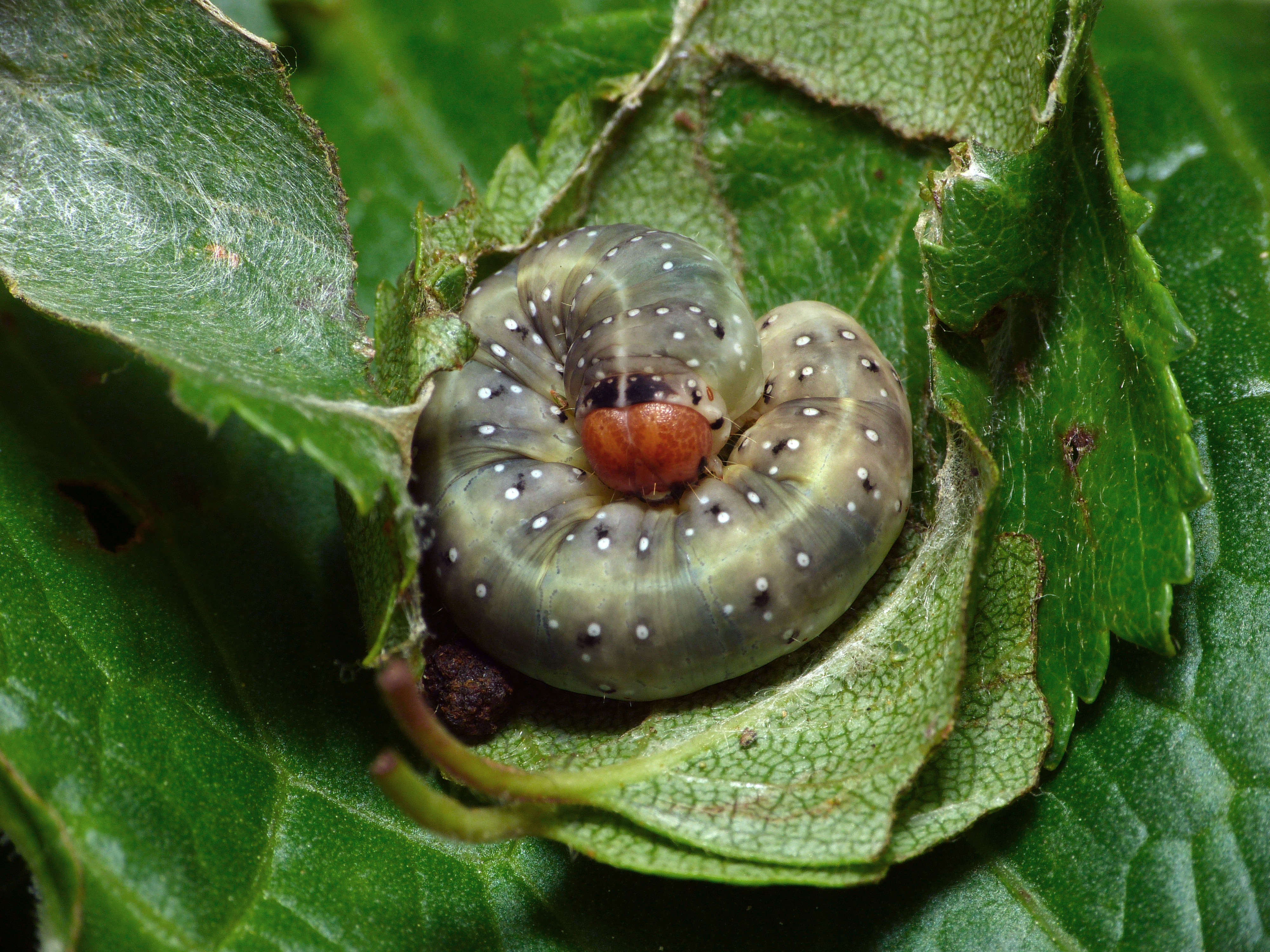
Housenka ukrytá v zámotku mezi listy břízy
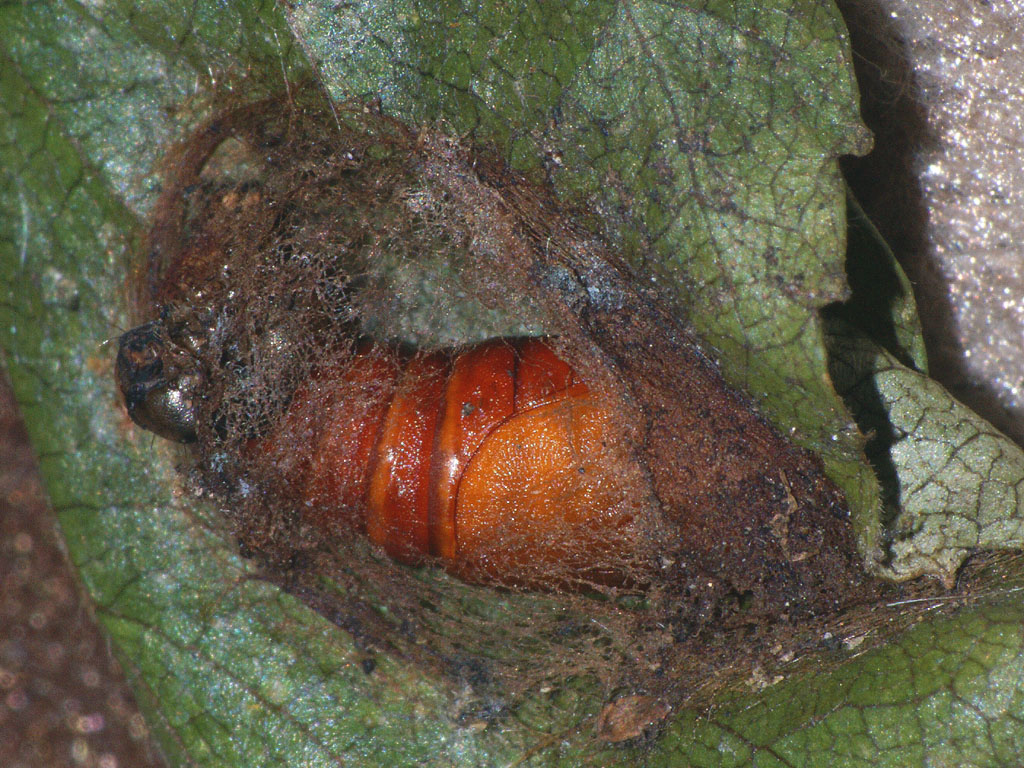
Kukla v kokonu